# Zanica
Zanica é uma comuna italiana da região da Lombardia, província de Bérgamo, com cerca de 7.060 habitantes. Estende-se por uma área de 14 km², tendo uma densidade populacional de 504 hab/km². Faz fronteira com Azzano San Paolo, Cavernago, Comun Nuovo, Grassobbio, Orio al Serio, Stezzano, Urgnano.

## Demografia
| Variação demográfica do município entre 1861 e 2011                               |
|                                                                                   |
| Fonte: Istituto Nazionale di Statistica (ISTAT) - Elaboração gráfica da Wikipedia |